# Awdal
Awdal ou Awdāl é uma região da Somália, sua capital é a cidade de Borama. Atualmente faz parte da República da Somalilândia, auto-proclamada independente, porém, não reconhecida internacionalmente.

## Distritos
Awdal está dividida em 5 distritos:
- Dilla
- Baki
- Borama
- Lughaya
- Saylac